# 丁炔二酸
丁炔二酸（英語：butynedioic acid，也称为乙炔二甲酸）是一种有机化合物分子式为C4H2O4，结构简式为HOOCC≡CCOOH，常温下为白色固体，可溶于乙醚，常见的衍生物有丁炔二酸二甲酯。
丁炔二酸最早由波兰化学家恩斯特·泰特斯·班德罗斯基在1877年发现。